# NX機工
NX機工株式会社（エヌエックスきこう）とは、北海道札幌市に本社を置くNX商事（旧・日通商事）の100%子会社。NXグループの一員である。
2022年1月、日本通運の単独株式移転による持株会社制への移行及びグループブランド「NX」の導入に伴い、日通機工株式会社（にっつうきこう）から社名変更された。

## 概要
建物の建設や、自動車・建設機械の製作・修理・販売などを主な業務とする。
機械の整備は、乗用車やバスの他、トラックやクレーン、タンクローリー、ミキサー車なども整備機種として扱っている。また、コベルコ建機、日本車輌製造、古河機械金属などの有力企業とも取引を行っている。

## 沿革
- 1949年（昭和24年）4月 - 「日振自動車株式会社」が設立される（本社は室蘭市）。
- 1960年（昭和35年）2月 - 日本通運の子会社になる。
- 1964年（昭和39年）5月 - 「北海道日通運輸株式会社」に社名変更し、本社を札幌市に移転。
- 1987年（昭和62年）1月 - 運輸部門が分離され、整備部門と工作部門を統合して日通機工株式会社が設立される。
- 2016年（平成28年）
  - 2月8日 - 本社を札幌市東区から札幌市北区へ移転[4][5]。
  - 5月 - 日本通運から日通商事（現・NX商事）の出資子会社（100%）に変更[5]。
- 2022年（令和4年）1月 - NX機工株式会社に社名変更。

## 主な事業所
- 旭川支店 - 〒078-8324　旭川市神楽岡14条7丁目1番14号
- 帯広支店 - 〒080-2460　帯広市西20条北1丁目17番地
- 釧路支店 - 〒084-0914　釧路市西港100-33
- 函館支店 - 〒049-0101　北斗市追分3丁目3番17号